# 巧舟
巧 舟（たくみ しゅう、1971年5月 - ）は、カプコンに所属する日本のゲームクリエイター。本名同じ。

## 来歴・人物
埼玉県出身。早稲田大学卒業。1994年にカプコンに入社。後に退社した神谷英樹とは同期入社であった。第1作は1995年発売の『学校のコワイうわさ 花子さんがきた!!』。
「巧」が姓、「舟」が名前である。ペンネームのようだが本名。通称は「タクシュー」。
仕事中に酒を飲んでいる。酒は彼にとって一種のガソリンのようなものらしく、アイディア出しの時は飲まないが、シナリオを書き始めると飲酒を始める。当初は大事な時しか飲まなかったが、次第に飲む機会が増えていき、朝一で出社してすぐに飲み始め、昼には出来上がっていた、ということがあったという。最盛期にはバーボン一瓶を1週間で空けたこともあった。ただし公私混同はせず、仕事が終わると全く飲まない。
逆転裁判やゴーストトリックでは「巧節」と称される独特な言葉遊びや文体が特徴

## 作品

### ゲーム
- 学校のコワイうわさ 花子さんがきた!!（1995年8月11日、PS・SS）
- バイオハザード2（1998年1月29日、PS） - 開発中止となったプロトタイプ「バイオハザード1.5」に関わった[10]。
- ディノクライシス（1999年7月1日、PS） - メインプランナー、イベントディレクター
- ディノクライシス2（2000年9月13日、PS） - ディレクター
- 逆転裁判（2001年10月12日、GBA） - 企画、シナリオ、ディレクター、成歩堂龍一の声
- 逆転裁判2（2002年10月18日、GBA） - 企画、シナリオ、ディレクター、成歩堂龍一の声
- 逆転裁判3（2004年1月23日、GBA） - 企画、シナリオ、ディレクター、成歩堂龍一の声
- 逆転裁判 蘇る逆転（2005年9月15日、DS） - シナリオ、ディレクター、成歩堂龍一の声
- 逆転裁判4（2007年4月12日、DS） - 原作、総監督、成歩堂龍一の声
- ゴースト トリック（2010年6月19日、DS） - ディレクター
- ULTIMATE MARVEL VS. CAPCOM 3（2011年11月17日、Xbox 360、PS3） - 成歩堂龍一の監修[11]
- レイトン教授VS逆転裁判（2012年11月28日、3DS） - シナリオ、ボロゾーキンの声
- 大逆転裁判 -成歩堂龍ノ介の冒險-（2015年7月9日、3DS） - 企画、シナリオ、ディレクター
- 大逆転裁判2 -成歩堂龍ノ介の覺悟-（2017年8月3日、3DS） - 企画、シナリオ、ディレクター
- モンスターハンター ライダーズ（2020年4月22日以降、iOS、Android） - シナリオ[12]

### アニメ
- 逆転裁判 〜その「真実」、異議あり!〜（2016年、2018年） - 原作監修、劇中曲『シグナルザムライの唄』作詞・作曲・歌

## 出演
- ゲームゲノム（2022年10月19日、NHK）[13]